# Anna Bransager Nielsen
Anna Marie Bransager Nielsen, född 17 augusti 1876 i Torped, död 16 oktober 1969 i Roskilde, var en dansk hushållsskoleföreståndare och politiker.

## Tidiga år
Anna Bransager Nielsen växte upp på familjens gård och var en av sex syskon. Barndomen präglades av arbetet på gården, men barnen hade även en tillgång till utbildning. Fadern Hans Nielsen och brodern Niels Bransager var till en början aktiva i partiet Venstre. I och med splittringen av partiet 1905, kom de sedermera att tillhöra utbrytarpartiet, Radikale Venstre. Anna Bransager Nielsen fick privatundervisning och blev utbildad till hushållslärarinna, och genomgick vissa kurser i tvättning, strykning och dukning. Därefter var hon på hushållsskola och folkhögskola innan hon blev lärare vid Sorø Husholdningsskole 1902. Detta arbete innehade hon fram till 1906 och kom fram till dess i kontakt med åtskilliga lantmannaföreningar och med kvinnorörelsen. Hon gifte sig 1907 med växtodlingskonsulten och politikern Hans Peter Nielsen och bytte samtidigt efternamn till Bransager.

## Föreningsengagemang
Tillsammans med sin man arbetade hon på Lidsø Gods vid Rødby fjord på Lolland. Hon var medhjälpande hustru, medan hennes man var inspektör. De delade dock en gemensam dröm om att bedriva undervisning bland ungdomar vid en egen skola. Drömmen blev en realitet 1910, då de lät bygga Haraldsborg Skole intill Roskilde Fjord. Det var tänkt att det skulle vara en skola inom både jordbruk och hushåll, men blev 1911 en renodlad hushållsskola. Skolans målgrupp blev därmed blivande husmödrar och medhjälpare. Framgångarna och populariteten lät inte vänta på sig, då skolan från starten hade många sökande och efterhand blev en av de största hushållsskolorna i Danmark. Skolan blev berättigad statsbidrag 1913. Anna Bransager Nielsen drev skolan fram till 1954, då hon vid en ålder av 78 år sålde verksamheten till Roskilde kommun.
Anna Bransager Nielsen var engagerad inom rad tillitsposter inom främst lokala verksamheter. Hon gick från att vara medlem av Landsforbundet for Kvinders Valgret till att bli ordförande för Dansk Kvindesamfunds (DK) Roskildekrets under perioderna 1915–1917 och 1919–1922. Här drog hon in frågor som rörde hushåll och var bl.a. en anhängare av att alla kvinnor skulle vara förpliktigade att genomgå en huslig utbildning. Hon anordnade även kurser och föredrag inom hushållningsfrågorna. Dock skulle hennes engagemang inom dessa frågor inte begränsa sig till endast DK. Hon blev ordförande för Foreningen af Husholdningslærerinder og -lærere 1921 och innehade posten fram till 1928 och återfick den igen under en kort period 1930–1931. Hon valde att dra sig tillbaka då lagen om statsbidrag till hushållsskolor slutligen genomfördes. Dock hade föreningen präglats av inre splittringar och 1930 bildades Foreningen af danske Husholdningslærerinder i motsättning till ursprungsföreningen, som sedan bytte namn till Foreningen af Husholdningsskoler.
På sin 70-årsdag blev Anna Bransager Nielsen utsedd till hedersmedlem i sin krets inom DK.

## Politiskt engagemang
Anna Bransager Nielsen var medlem av Radikale Venstre, liksom många av sina familjemedlemmar och sin make. Genom sin make, som var vald till Folketinget för partiet, sin bror som var en av initiativtagarna till partiets bildande och systern Kirstine Bransager Timmermann, som var kommunpolitiker i Sorø, kunde Anna Bransager Nielsen knyta kontakter med partiets innersta krets. Redan 1918 blev hon suppleant vid parlamentets första kammare, Landstinget. Det var samma år som kvinnor fick rösträtt i Danmark. Även inom politiken lyfte hon fram sitt hjärteämne i hushållningsfrågorna och var en av initiativtagarna till en tvärpolitisk lista av kvinnor, som skulle lyfta fram hemmens och husekonomiska intressen i Rigsdagen, dvs. i både Landstinget och i Folketinget. Partiledningarna visade dock på motstånd gentemot initiativet, som sedan upplöstes. Den politiska karriären fortsatte dock inom kommunalpolitiken från 1938 som medlem av Roskildes byråd fram till 1946. Här var hon bland annat medlem av dess socialnämnd och sjukhusnämnd. Hon höll dessutom föredrag och var en aktiv skribent.